# Aspalathus excelsa
Aspalathus excelsa är en ärtväxtart som beskrevs av Rolf Martin Theodor Dahlgren. Aspalathus excelsa ingår i släktet Aspalathus och familjen ärtväxter. Inga underarter finns listade i Catalogue of Life.